# Аркте голубая
Аркте голубая (лат. Arcte coerula) — бабочка семейства совки.

## Описание
Размах крыльев 71—85 мм. Окраска передних крыльев на вершине и в срединном поле — тёмно-коричневая У костального края окраска несколько светлее, с более темным рисунком.
Круглое пятно в виде чёрной точки, почковидное — белая лунка с чёрным в центре. Перевязи зубчатые, с неровным, более светлым окаймлением. Подкраевая линия светлая, не четкая.
Задние крылья темно-коричневой окраски, с голубыми пятнами в средней части и у заднего угла. Голубой перевязь в подкраевом поле. У заднего угла внешний край заднего крыла широко срезан.
Щупики прилегающие, серповидные, толстые.

## Ареал
Непал, восточная Индия, Шри-Ланка, Китай, Тайвань, Корейский полуостров, Япония (Хоккайдо, Хонсю, Сикоку, Кюсю, Рюкю, Цусима), Остров Норфолк, Новая Гвинея.
В России известен на юге Приморского края, юге острова Сахалин и острове Кунашир. Почти наверняка на территории России представлен особями-мигрантами. Ареал ограничен климатическими условиями.

## Время лёта
За год развивается два поколения. В Приморском крае первые перезимовавшие потёртые особи летают с июня по начало июля, второе поколение летает с середины августа по октябрь. Вид принадлежит к активным мигрантам; на территории Приморья иногда считается оседлым, но этому противоречат данные В. С. Кононенко (Kononenko, 2010). На Кунашире лёт бабочек отмечен с середины октября до конца первой декады ноября.

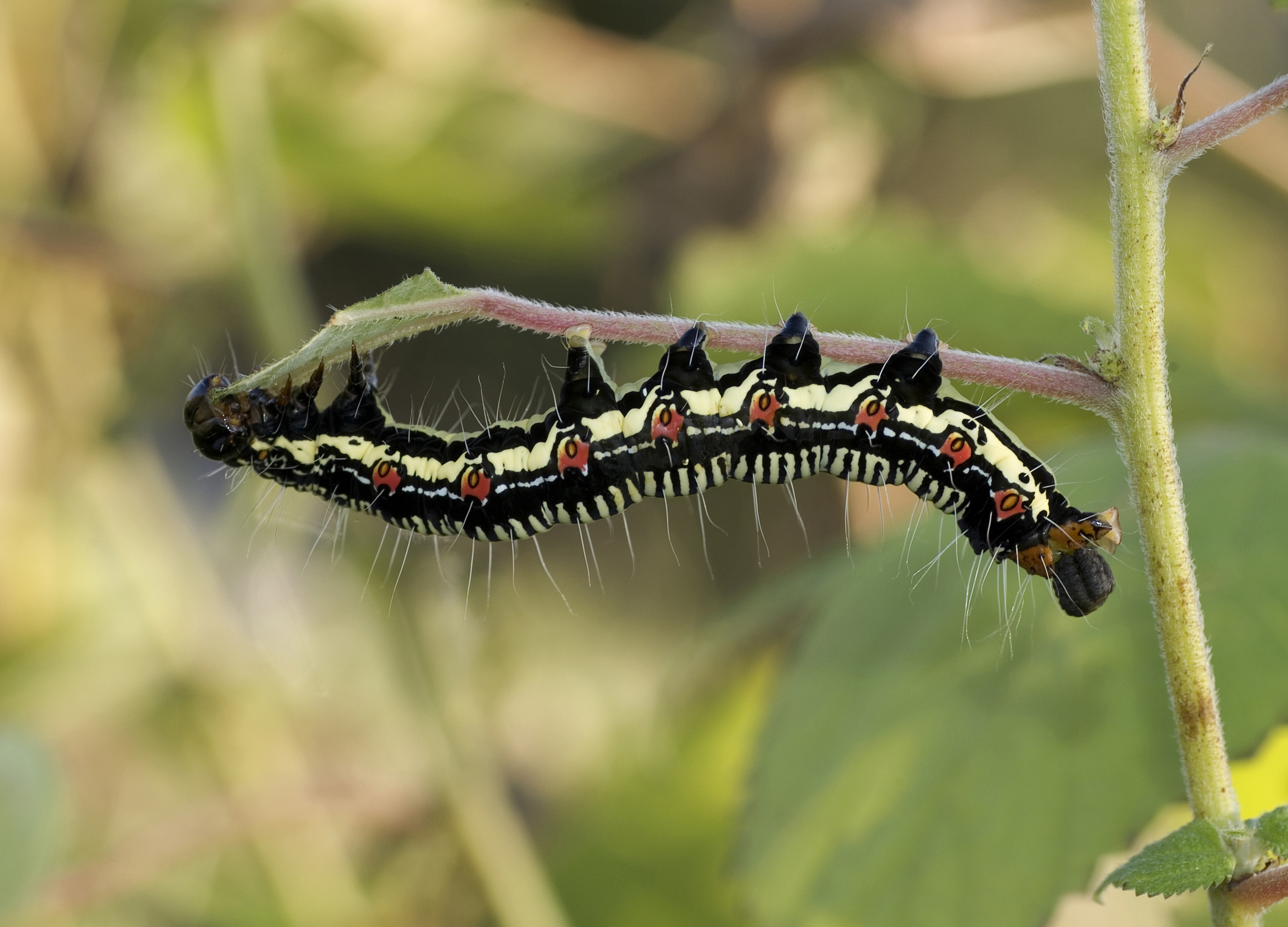
Гусеница

## Размножение
Кормовым растением для гусениц на территории России является крапива. На других территориях ареала кормовыми растениями также служат: рами (Boehmeria), древесный рами (Boehmeria nipononivea), Boehmeria australis, жирардиния (Girardinia), Debregesia, Cypholophus moluccanus, пиптурус (Pipturus).

## Численность
На территории Приморского края России вид известен по нескольким десяткам находок; с Кунашира известно около полутора десятков встреч за два года наблюдений (2022—2023).

## Замечания по охране
Занесен в Красную книгу России (I категория — исчезающий вид.)
Специальные меры охраны не разработаны. Из последнего (2-го) издания Красной Книги России (2021 [2022]) вид исключён, так как не живёт в России постоянно.